# Ambaripaika
Ambaripaika is een plaats en commune in het noorden van Madagaskar, behorend tot het district Mandritsara, dat gelegen is in de regio Sofia. Tijdens een volkstelling in 2001 telde de plaats 6.873 inwoners.
De plaats biedt enkel lager onderwijs aan. 50 % van de bevolking werkt als landbouwer en 48 % houdt zich bezig met veeteelt. Het belangrijkste landbouwproduct is rijst; andere belangrijke producten zijn pinda's en maniok. Verder is 2% actief in de dienstensector.